# ماكس أليساندريني
ماكس أليساندريني (بالإيطالية: Max Alessandrini)‏ هو رسام رسوم متحركة إيطالي، ولد في 18 مايو 1965 في بورميو في إيطاليا.

## وصلات خارجية
- ماكس أليساندريني على موقع IMDb (الإنجليزية)